# Арктія
Арктія (Arctoa) — рід мохів, що належить до родини Dicranaceae.
Види цього роду зустрічаються в Європі та Америці.

## Види
Види:
- Arctoa anderssonii Wichura, 1859
- Arctoa fulvella Bruch & W.P.Schimper, 1846